# Goodland (Floryda)
Goodland – jednostka osadnicza w Stanach Zjednoczonych, w stanie Floryda, w hrabstwie Collier.